# Stamnodes artemis
Stamnodes artemis är en fjärilsart som beskrevs av Frederick H. Rindge 1958. Stamnodes artemis ingår i släktet Stamnodes och familjen mätare. Inga underarter finns listade i Catalogue of Life.